# Elina Duni

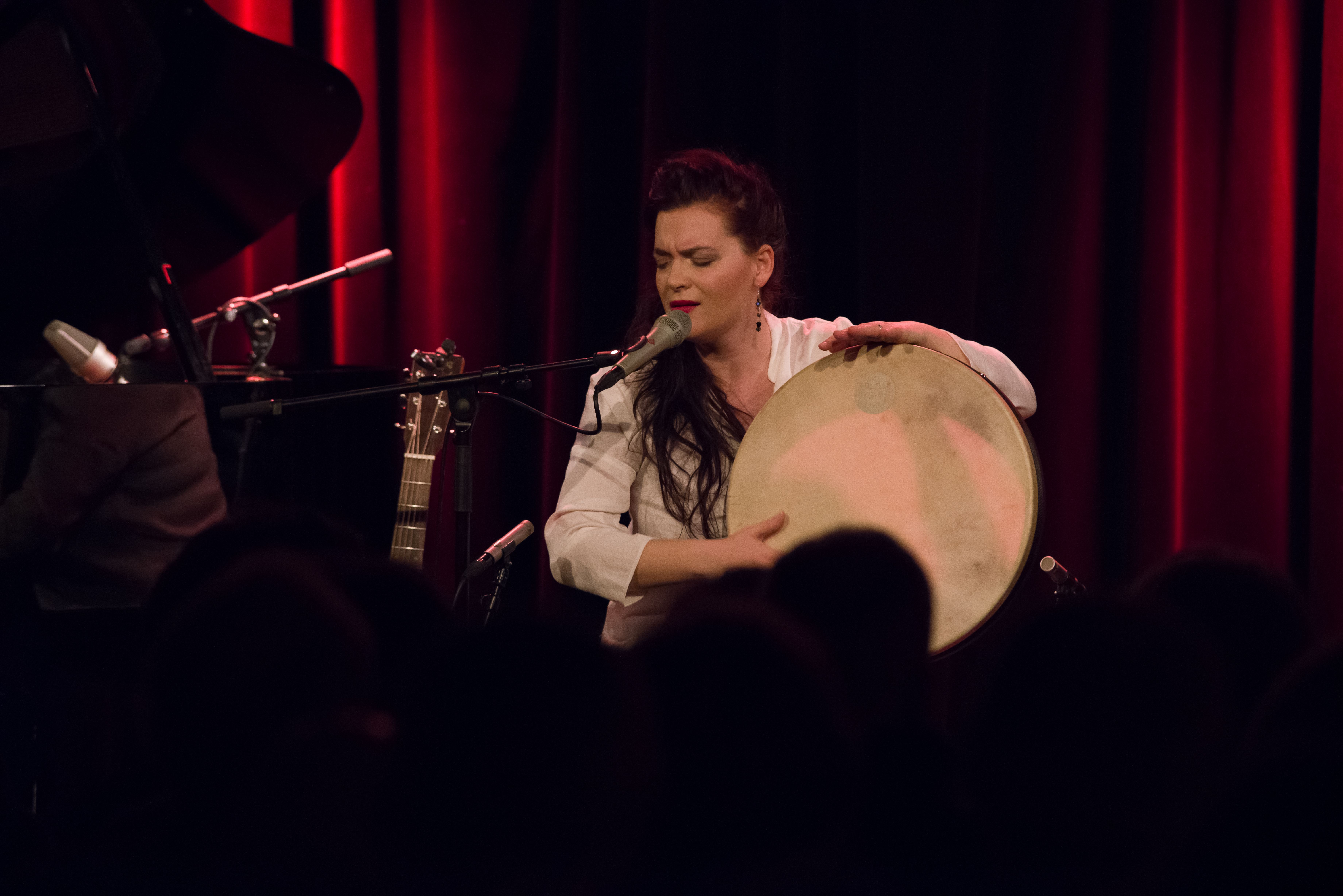
Elina Duni suona il tamburello durante un concerto a Bienne, in Svizzera

Elena Duni (Tirana, 10 marzo 1981) è una cantante e compositrice albanese naturalizzata svizzera.

## Biografia
Ha lasciato l'Albania all'età di dieci anni per vivere e studiare in Svizzera, a Ginevra. Ha continuato a studiare canto, composizione e insegnamento presso l'Università delle Arti di Berna, ma dal 2004 in poi la musica popolare albanese è diventata un'influenza primaria. Nel 2004 ha formato un quartetto con il proprio nome con il pianista jazz svizzero Colin Vallon, il bassista Patrice Moret e il batterista Norbert Pfammatter. In una recensione, John Fordham ha concluso che "Questo quartetto suona decisamente come il materiale di una stella nascente per ECM". Dopo due album – Baresha (2008) e Lume Lume (2010) – su Meta Records, il quartetto ha continuato a registrare per ECM nel 2012, con Matanë Malit (Beyond the Mountain) e nel 2015 Dallëndyshe (Swallow). Nel 2014 ha pubblicato il suo primo album come cantautrice in Kosovo e Albania, intitolato Muza e Zezë (La Musa Nera). Nel 2017 è stata nominata per ricevere l'annuale Swiss Music Prize e nell'ottobre dello stesso anno ha avviato un nuovo progetto: un duo con il chitarrista jazz Rob Luft . L'album Partir, un programma solista in cui si accompagna al pianoforte, chitarra acustica e percussioni è stato registrato nel 2017 e pubblicato da ECM l'anno successivo. Canta in nove lingue diverse in quell'album da solista.
Essendo musicalmente un duo e anche privatamente una coppia, Duni vive con Rob Luft a Londra, dopo molti anni vissuti a Zurigo. L'album del 2020 Lost Ships comprende sei originali Duni/Luft e sei interpretazioni. I sidemen sono Matthieu Michel al flicorno e il polistrumentista Fred Thomas al piano e alle percussioni.

## Discografia
- 2007 - Baresha
- 2010 - Lume, Lume
- 2012 - Matanë Malit[7]
- 2014 - Muza e zezë (La Musa Nera)
- 2015 - Dallëndyshe
- 2018 - Partir
- 2019 - Aksham
- 2020 - Lost ships (con Rob Luft)
- 2023 - A Time to Remember